# L'Édifiante histoire de Green.com
L'Édifiante histoire de Green.com est le cinquième roman de Béatrice Hammer.

## Fiche de lecture
Ce roman est une fable moderne qui a pour théâtre le monde de la grande entreprise.